# Roger Woodward
Roger Robert Woodward (* 20. Dezember 1942 in Sydney) ist ein australischer Pianist, Musikpädagoge und Komponist.

## Leben
Woodward studierte an der University of Sydney bei Alexander Sverjensky, einem Schüler Sergei Rachmaninows, und an der Staatlichen Hochschule für Musik (heute Fryderyk-Chopin-Universität für Musik) in Warschau bei dem Paderewski-Schüler Zbigniew Drzewiecki. 1970 debütierte er in der Royal Festival Hall in London. Seither trat er in Australien, den USA und ganz Europa mit Orchestern wie dem Gewandhausorchester Leipzig, dem New York Philharmonic Orchestra, dem Los Angeles Philharmonic Orchestra, dem Israel Philharmonic Orchestra und dem Orchestre de Paris unter der Leitung von Claudio Abbado, Pierre Boulez, Charles Dutoit, Eliahu Inbal, James Judd, Erich Leinsdorf, Lorin Maazel, Charles Mackerras, Kurt Masur, Zubin Mehta, Roger Norrington, Edo de Waart, Paavo Berglund, Witold Rowicki, Georges Tzipine, Georg Tintner, Walter Susskind und anderen Dirigenten auf. Als Kammermusiker arbeitete er u. a. mit dem Vienna Trio, dem Alexander String Quartet, dem Arditti String Quartet, dem Edinburgh String Quartet und dem Tokyo String Quartet, mit Frank Zappa, Ivry Gitlis und der Synergy Percussion zusammen.
Er zählte zu den Gründern der Festivals für neue Musik von London (1972) und Australien (1975), gründete und leitete den London Music Digest, die Kötschach-Mauthner Musiktage, das Sydney Spring International Festival of New Music und die Konzertreihe Joie et Lumiére. Als Interpret zeitgenössischer Musik spielte er Uraufführungen von Komponisten wie Gilbert Amy, Jean Barraqué, Luciano Berio, Pierre Boulez, Anne Boyd, Sylvano Bussotti, John Cage, James Dillon, Franco Donatoni, Morton Feldman, Rolf Gehlhaar, Peter Michael Hamel, Askell Masson, Richard Meale, Olivier Messiaen, Hans Otte, Arvo Pärt, Horațiu Rădulescu, Larry Sitsky, Karlheinz Stockhausen, Toru Takemitsu, Xu Xiao-song und Iannis Xenakis. Unter seinen mehr als einhundert Plattenaufnahmen finden sich Werke von Johann Sebastian Bach, Ludwig van Beethoven, Johannes Brahms, Frédéric Chopin, Claude Debussy, Dmitri Schostakowitsch, Hans Otte, Peter Michael Hamel und anderen.
Für Dokumentationen der BBC arbeitete er mit Iannis Xenakis und Pierre Boulez zusammen, weitere Dokumentarfilme entstanden mit Karlheinz Stockhausen, John Cage und Arvo Pärt. Woodward wirkte als Juror bei verschiedenen internationalen Wettbewerben mit und unterrichtet an der San Francisco State University. Eigene Kompositionen entstanden u. a. für das Festival d’Automne in Paris. Er wurde mit dem Verdienstorden der Republik Polen (1993), dem Ordre des Arts et des Lettres (2005), dem Order of the British Empire (1980) und dem Order of Australia (1992) ausgezeichnet und vom Australian National Trust zum lebenslangen National Treasure ernannt (2005).